# Malattia di Cushing
La malattia di Cushing (detta impropriamente anche morbo di Cushing) è una condizione medica causata da una eccessiva produzione di cortisolo da parte della corticale del surrene a seguito della presenza di un adenoma ipofisario secernente ormone adrenocorticotropo.

## Clinica
La maggior parte dei sintomi deriva dall'attività metabolica dei glucocorticoidi, di cui il cortisolo e gli androgeni surrenalici son presenti in quantità molto maggiori rispetto al normale.
I sintomi e segni clinici principali sono:
- obesità al tronco,
- astenia, debolezza della muscolatura prossimale
- ipertensione arteriosa sistemica,
- iperglicemia
- disfunzione gonadica con amenorrea nelle donne e impotenza maschile,
- alterazioni cutanee e degli annessi: strie rubre (una sorta di "smagliature" di colore rosso, che col tempo non tendono a schiarirsi), ecchimosi, acne, assottigliamento della cute, irsutismo, ritardo nella cicatrizzazione delle ferite, predisposizione a infezioni fungine
- modificazioni della personalità, turbe psichiche
- edema
- poliuria e polidipsia
- osteopenia

A differenza dei pazienti con secrezione di ACTH ectopico, non presentano ipokaliemia, perdita di peso, anemia o ipopigmentazione.

## Eziologia
Gli adenomi ipofisari sono i maggiori responsabili della malattia con una percentuale che sfiora il 70% di essi derivate da cause endogene. Altre cause possibili le troviamo nella forma iatrogena, e la produzione ectopica dell'ormone adrenocorticotropo da parte di tumori, carcinomi ed iperplasia.

## Diagnosi
Si basa sulla dimostrazione dell'aumento del cortisolo unita all'impossibilità di sopprimerne la produzione tramite somministrazione di desametasone. La misurazione dei livelli dell'ormone adrenocorticotropo, i test dinamici e il campionamento dinamico dal seno petroso, servono per localizzare il problema rilevato.
Se tali test evidenziano, senza alcun dubbio, una responsabilità dell'ipofisi si consiglia l'uso della risonanza magnetica nucleare, tenendo presente che nella metà dei pazienti con microadenoma ipofisario la RMN con contrasto al gadolinio risulta normale.

## Terapia
Inizialmente per curare la malattia di Cushing bisogna attuare la resezione transfenoidale, che risulta utile nella maggioranza dei casi di persone con microadenoma.
Per eliminare l'ipersecrezione di cortisolo si può rendere necessaria la ripetizione dell'intervento chirurgico o in alternativa l'irradiazione dell'ipofisi con somministrazione di inibitori della steroidogenesi.
Nei casi peggiori, se le precedenti terapie non dovessero bastare, bisogna eseguire una surrenectomia bilaterale, tanto grave da rendere indispensabile in seguito una terapia sostitutiva, per tutta la durata della vita della persona afflitta dal morbo, con glucocorticoidi e mineralcorticoidi.
Sono in corso ricerche per lo sviluppo di terapie farmacologiche.
I farmaci attualmente in studio si basano su molecole come il pasireotide.